# Leszek Walczak

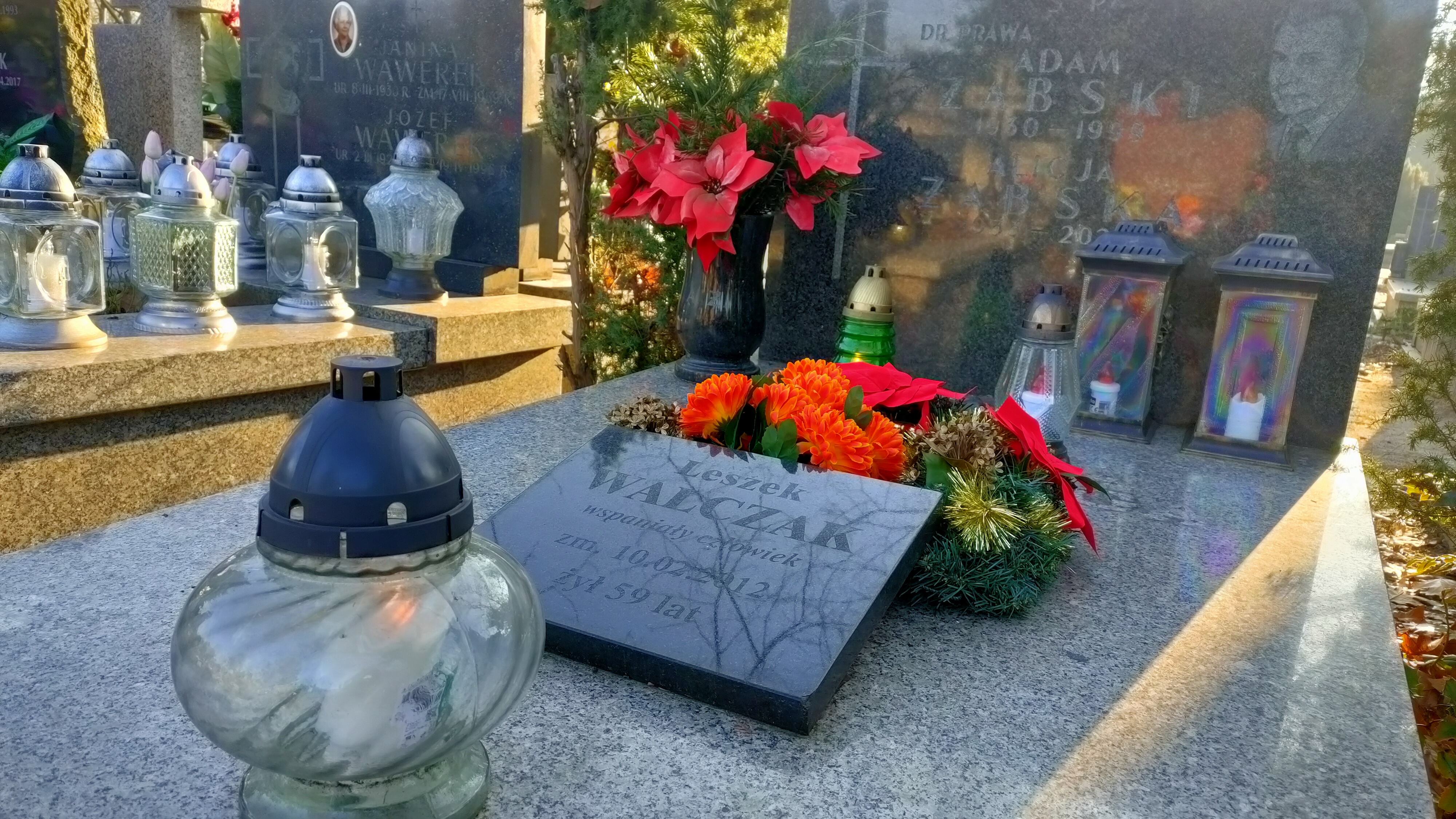
Grób Leszka Walczaka na Cmentarzu Komunalnym Północnym w Warszawie

Leszek Władysław Walczak (ur. 4 stycznia 1953, zm. 10 lutego 2012) – polski lekkoatleta, który specjalizował się w biegu na 400 metrów, menedżer w branży kolejowej.

## Życiorys
W 1975 został halowym wicemistrzem Polski seniorów oraz był rezerwowym w zespole sztafetowym podczas halowych mistrzostw Europy w Katowicach. Kilka miesięcy później – w jedynym w karierze występie w finale mistrzostw Polski – zajął wraz z kolegami  piąte miejsce w biegu rozstawnym 4 x 400 metrów. 
Po zakończeniu kariery sportowej pracował m.in. jako menedżer w przedsiębiorstwach kolejowych. Był rzecznikiem i członkiem zarządu spółki WARS. W latach 2007–2012 pełnił funkcje prezesa zarządu SKM.
Został pochowany na cmentarzu komunalnym Północnym na Wólce Węglowej (kwatera: W-VI-5, rząd: 5, grób: 12).

## Rekord życiowy
bieg na 400 metrów:  47,62 (28 sierpnia 1976, Warszawa).